# Hippia undulata
Hippia undulata är en fjärilsart som beskrevs av Druce 1905. Hippia undulata ingår i släktet Hippia och familjen tandspinnare. Inga underarter finns listade i Catalogue of Life.